# آدام فرنتسی
آدام فرنتسی (لهستانی: Adam Ferency؛ زادهٔ ۵ اکتبر ۱۹۵۱) بازیگر اهل لهستان است. وی در سال ۱۹۷۶، از آکادمی ملی هنرهای نمایشی الکساندر زلوروویچ در ورشو فارغ‌التحصیل شد و سپس نخستین نقش خود را به‌عنوان یک افسر پلیس در قسمت اول سریال تلویزیونی صفر-هفت، به‌گوشم ایفا کرد. او مدتی دستیار الکساندرا شلونسکا بود.

از فیلم‌ها یا برنامه‌های تلویزیونی که وی در آن نقش داشته‌است، می‌توان به سرنوشت‌های لهستانی، مادر پادشاهان، پیمان ورشو، عشق بزرگ، بچه‌ها و ماهی، خاکسپاری یک سیب‌زمینی، خیوکا، رانندگان جایگزین، سرهنگ کفیاتکوفسکی، در اعماق جنگل، دریاچه کنستانس، با آتش و شمشیر (فیلم)، با آتش و شمشیر (مجموعه تلویزیونی)، ناپلئون، بازیگران شهرستانی، سلطان، صفر-هفت، به‌گوشم، کارآگاهان جنایی، صد سال خاندان وینیخ، پرستار کودک، تب، ۸۰ میلیون، نبرد ورشو ۱۹۲۰، بخت کور، بازجویی، پورنوگرافی و جنگ سرد اشاره کرد.